# 小松活也
小松 活也（こまつ かつや、1984年〈昭和59年〉 - ）は、東京都渋谷区出身の薩摩藩藩士小松家第36代当主。
幕末に活躍した薩摩藩家老・小松帯刀の直系子孫。

## 経歴
小松家第35代当主・小松道夫の子として、東京都で生まれる。
小学校2年次に父が亡くなり、翌年には当主として鹿児島市に設置された、帯刀の銅像の除幕式に出席する。
学習院高等科卒業後は、カナダの短大での語学留学を経て、小松家が代々JR品川駅構内などで飲食店経営する、常盤軒の開発部長。小松家は帯刀が近代化の一環としていち早く鉄道敷設を提言していた事などの実績により、政府から鉄道の駅構内での営業権が与えられていた。この事により、現在も品川駅構内などで飲食店を展開している。
2011年に品川駅構内に開業した、和食ダイニング「品川 ひおき」はかつての小松家の屋敷や墓地がある鹿児島県日置市から採っている。
現在は家業以外にも、先祖についての講演や日置市での妙円寺詣りなどに参加し、かつての故郷との繋がりを深めている。